# Alfordsville
Alfordsville è una città degli Stati Uniti d'America, nella Contea di Daviess, nello Stato dell'Indiana.
La popolazione era di 112 abitanti nel censimento del 2000.